# Iván Javier Cuadrado Alonso
Iván Javier Cuadrado Alonso (nascut el 21 de febrer de 1979 a Salamanca) és un exfutbolista que jugà al Màlaga CF i Rayo Vallecano, entre d'altres.